# طهواي (المنوفية)
طهواي إحدى قرى مركز أشمون التابع لمحافظة المنوفية بجمهورية مصر العربية، ويحدها قرى رملة الأنجب ومؤنسة.

## التاريخ
قرية طهواي من القرى القديمة، حيث وردت باسم «طهويه» في أعمال المنوفية ضمن قرى الروك الصلاحي التي أحصاها ابن مماتي في كتاب قوانين الدواوين، كما وردت باسم «طهويه» في أعمال المنوفية ضمن قرى الروك الناصري التي أحصاها ابن الجيعان في كتاب «التحفة السنية بأسماء البلاد المصرية». وفي العصر العثماني وردت باسم «طهويه» في التربيع العثماني الذي أجراه الوالي العثماني سليمان باشا الخادم في عصر السلطان العثماني سليمان القانوني ضمن قرى ولاية المنوفية، وفي تاريخ 1228هـ/1813م الذي عدّ قرى مصر بعد المسح الذي قام به محمد علي باشا باسم «طهواي» ضمن قرى مديرية المنوفية.

## السكان
بلغ عدد سكان طهواي 19,614 نسمة، حسب الإحصاء الرسمي لعام 2006.